# Cadillac ELR
Der Cadillac ELR ist ein Plug-in-Hybrid, der von der Cadillac-Division von General Motors von Ende 2013 bis Anfang 2016 in Serie gebaut wurde.
Der Wagen wurde unter dem Namen Cadillac Converj als Konzeptstudie 2009 auf der North American International Auto Show gezeigt, auf der gleichen Messe im Jahr 2013 als Serienversion.
Im Jahr 2015 fand ein Modellwechsel des Chevrolet Volt statt; zeitgleich wurde der Verkauf des Opel Ampera eingestellt. In Europa sollte der Cadillac ELR als dessen Schwestermodell dann diese Modelllinie vertreten. Dies geschah jedoch nicht. Stattdessen wurde die Produktion eingestellt.

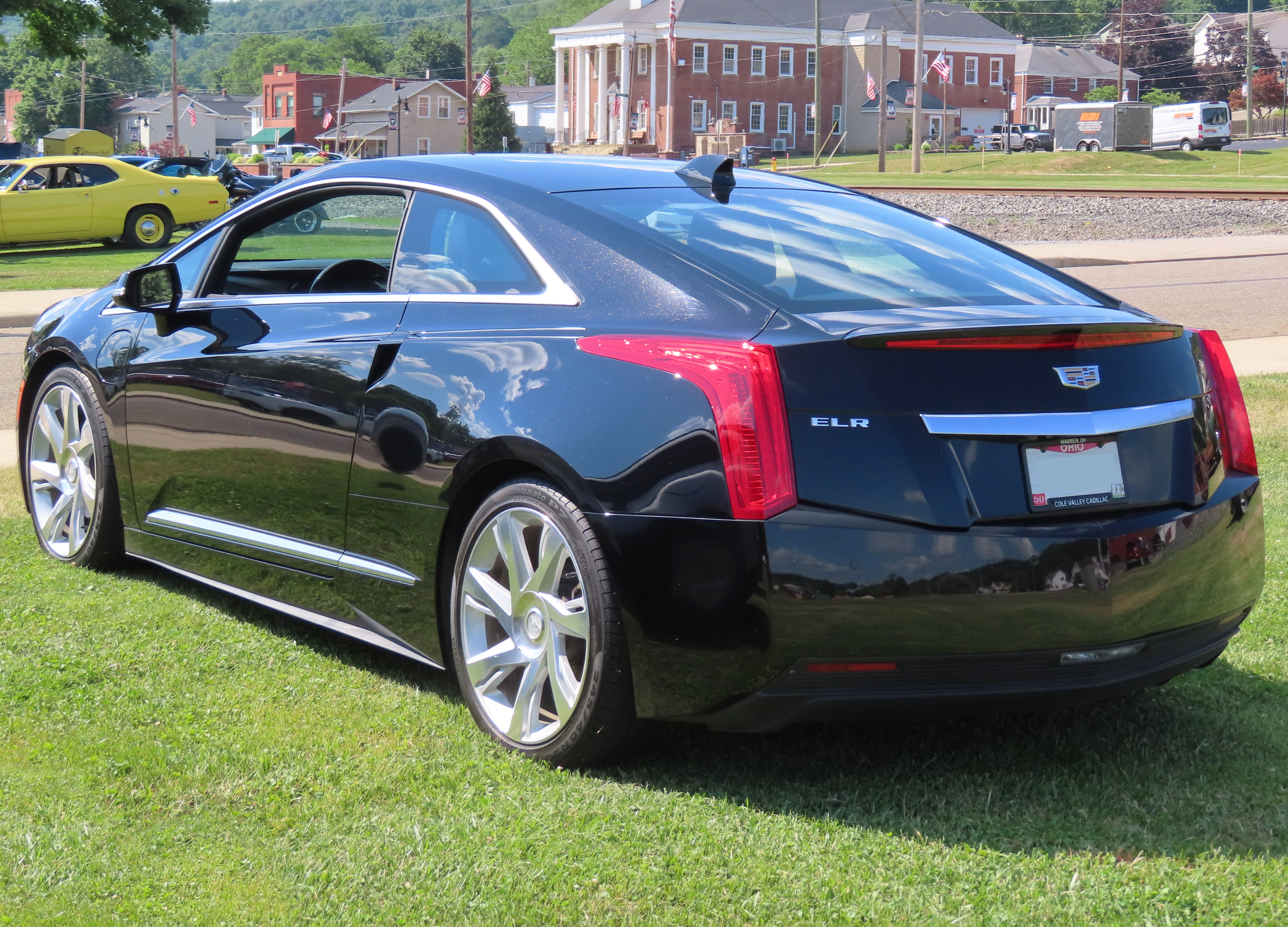
Heckansicht

## Antriebssystem
Der Wagen ist mit dem Antriebssystem des Chevrolet Volt ausgestattet – ein Batteriepaket, ein Elektromotor mit einer maximalen Leistung von anfangs 162 kW, später 174 kW und ein Vierzylinder-Ottomotor mit einer maximalen Leistung von 84 hp (63 kW) der mit einem Generator verbunden ist, zusammen GM-Voltec-Elektroantriebssystem genannt und mit einer Systemleistung von anfangs 155 kW, später 174 kW. Die Reichweite mit ausschließlich elektrischem Antrieb beträgt 60 km  und die Höchstgeschwindigkeit des Fahrzeugs 171 km/h. Das zweitürige Coupé mit Frontantrieb kann innerhalb von viereinhalb Stunden aufgeladen werden.